# Maria Andersson (skådespelare)
Maria Andersson, född 1960, är en svensk skådespelare. Hon har varit verksam vid Utbildningsradion som programledare för TV-programmet Samtal med.

## Filmografi

### Filmer
- 1974 – Rännstensungar - Maria
- 1977 – Mackan - Margareta "Mackan"
- 1979 – En kärleks sommar - Eva
- 1981 – Operation Leo - Fanny
- 1981 – Ingenting att bråka om, Johansson
- 1982 – Gräsänklingar - tjej på diskot
- 1991 – Infödingen
- 1998 – En hemsk natt - vampyrkvinna

### TV-serier
- 2007 – Höök (TV-serie) - Pirjo, två avsnitt